# Ngô Vi Liễn

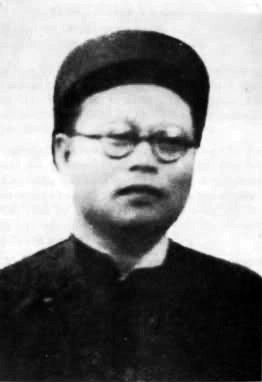
Chân dung ông Ngô vi Liễn

Ngô Vi Liễn (吳為璉, 1894-1945) là quan lại cuối thời Nguyễn và là tác giả nhiều bộ sách quý về địa chí, tiêu biểu là cuốn Tên làng xã và Địa dư các tỉnh Bắc Kỳ chi tiết về các làng xã miền Bắc Việt Nam.

## Tiểu sử
Ngô Vi Liễn sinh ngày 05 tháng 11 năm 1894 trong một gia đình Nho học tại xã Tả Thanh Oai, tỉnh Hà Đông (nay là xã Tả Thanh Oai, huyện Thanh Trì, Hà Nội).
Ông tốt nghiệp trung học trường Bưởi, trường Thông ngôn rồi thi vào trường Cao đẳng, ban Luật học. Ra trường ông làm Tham tá ở Sở Thư viện và Lưu trữ Trung ương Hà Nội từ năm 1923 tới 1929. Thời kỳ này, ông hoạt động trong hội Trí Tri, tham gia dạy các lớp trung học buổi tối và ngày chủ nhật, cũng như viết một số sách.
Từ năm 1928 đến năm 1939, ông làm Tri huyện ở các huyện Cẩm Giàng (Hải Dương), Quỳnh Côi (Thái Bình), Bình Lục (Hà Nam) và Võ Giàng (Bắc Ninh). Năm 1939, trong một cuộc tranh luận với viên công sứ Bắc Ninh, ông xin từ chức Tri huyện (có người nói là bị cách chức) và chuyển về làm việc ở Cục Lưu trữ Phủ Thống sứ Bắc Kỳ. 
Ông bị xuất huyết não năm 1941, liệt nửa người nhưng vẫn cố gắng biên soạn sách bằng tay trái. Ông mất ngày 14 tháng 5 năm 1945.

## Sách đã viết
1. Viết chữ Quốc ngữ cho đúng (được hội đồng duyệt sách giáo khoa cho sử dụng ở các trường học)
2. La société d'enseignement mutuel du Tonkin (Hội Trí Tri Bắc Kỳ)
3. Dịch cuốn "Lettres de guerre d'un Annamite" (Thư chiến tranh của một người Việt Nam) của Jean Marquet - 1924
4. Biên tập cuốn "Lục Vân Tiên" của Nguyễn Đình Chiểu, cùng Đỗ Đình Nghiêm
5. Địa dư các tỉnh Bắc Kỳ - cùng Đỗ Đình Nghiêm, Phạm Văn Thư, 1926
6. Nomenclature des communes du Tonkin (Danh mục các làng xã Bắc Kỳ) - 1928
7. Địa dư huyện Cẩm Giàng - 1931
8. Địa dư huyện Quỳnh Côi -1933
9. Địa dư huyện Bình Lục - 1935

## Tưởng nhớ
Tên ông được đặt cho một con phố tại phường Lam Hạ, Thành phố Phủ Lý, Hà Nam, chạy song song với phố Ngô Thì Nhậm.